# Stefania Woytowicz
Stefania Maria Woytowicz–Rudnicka (ur. 8 października 1922 w Oryninie, zm. 31 sierpnia 2005 w Warszawie) – jedna z najwybitniejszych polskich śpiewaczek (sopran).

## Życiorys
Urodziła się w rodzinie Michała (1877–1967) i Domicelli ze Zwolakowskich (1880–1967). Miała dziewięcioro rodzeństwa (jedno zmarło w niemowlęctwie), najstarszy był Bolesław, kompozytor, pianista, a następnie Wiktor, Wanda Staniszewska, Regina Michałowska, Halina Symonik, Kazimierz, Anna Radzimowska-Pachura i Henryk. Była wychowanką Wyższej Szkoły Muzycznej w Krakowie, gdzie uczyła się śpiewu u Stanisławy Zawadzkiej. Początkiem jej wielkiej kariery było zwycięstwo w Międzynarodowym Konkursie Wokalnym w Pradze w 1954. Śpiewała prawie we wszystkich krajach Europy, a także w USA, Australii, Nowej Zelandii i na Dalekim Wschodzie; uczestniczyła także we wszystkich ważniejszych festiwalach europejskich. Jej bogaty repertuar obejmował pieśni solowe, utwory kameralne, kantatowe i oratoryjne. Występowała wyłącznie na estradzie koncertowej, odmawiając udziału w spektaklach operowych.
W latach 80. działała w warszawskim Duszpasterstwie Środowisk Twórczych, zajmując się pomocą charytatywną dla środowiska muzycznego. W 1985 koncertowała dla papieża Jana Pawła II w Castel Gandolfo.
Wielokrotnie występowała na festiwalu „Warszawska Jesień”; była wykonawczynią dzieł Szymanowskiego, Pendereckiego, Bairda, Góreckiego, Szabelskiego, Meyera  i Bogusławskiego. Dokonała wielu nagrań dla radia, telewizji i wytwórni płytowych. Była pierwszą śpiewaczką, która nagrała III Symfonię Góreckiego – i to dla trzech firm, z trzema orkiestrami i trzema dyrygentami. W latach 1977–1992 była prezesem Warszawskiego Towarzystwa Muzycznego. Od 1971 była członkiem Obywatelskiego Komitetu Odbudowy Zamku Królewskiego w Warszawie.

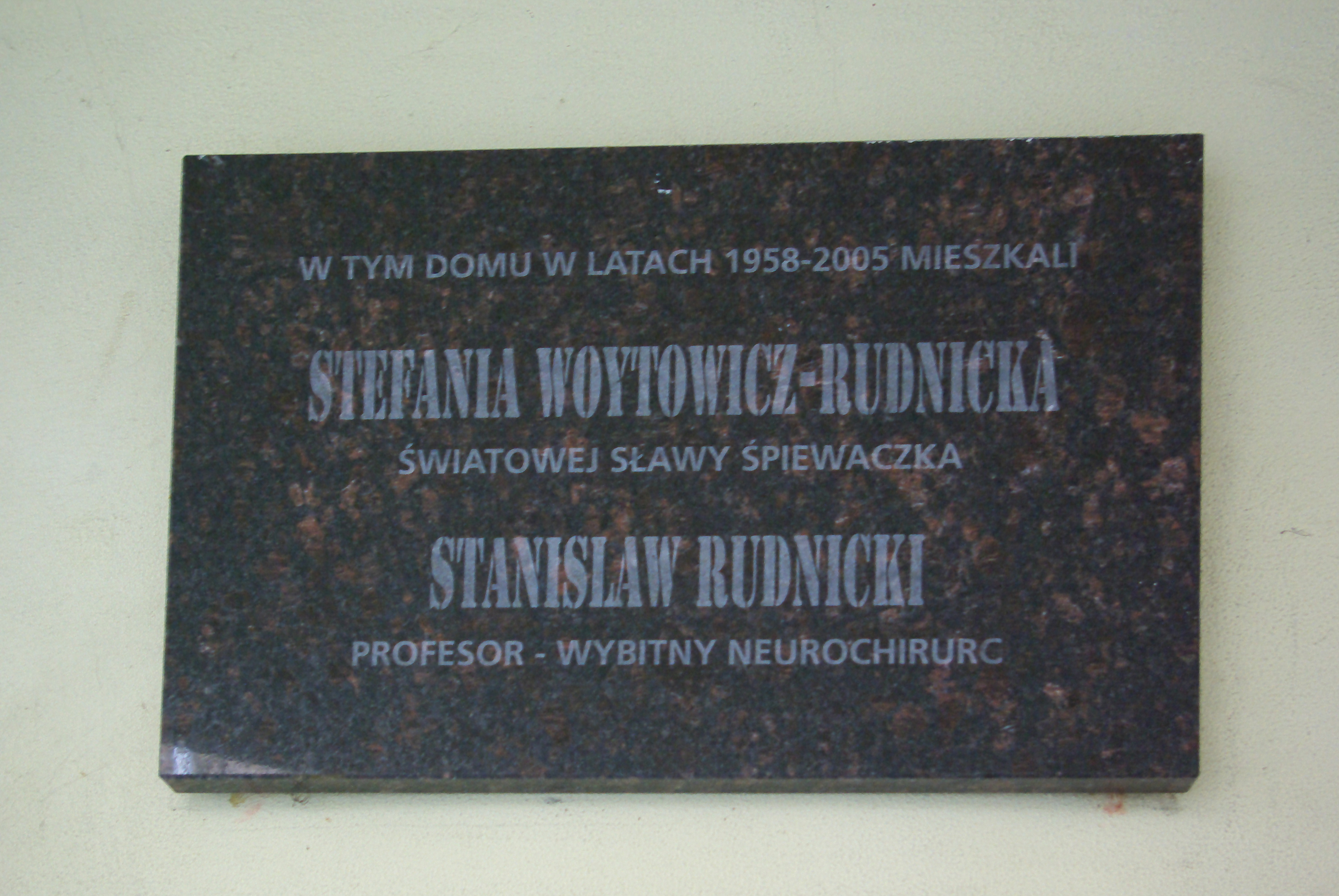
Tablica pamiątkowa przy alei Przyjaciół 3 w Warszawie

Zmarła 31 sierpnia 2005 w Warszawie, pochowana na cmentarzu Powązkowskim (kwatera 155a-3-13/14).

## Życie prywatne
Jej mężem był neurochirurg Stanisław Rudnicki.

## Ordery i odznaczenia
- Krzyż Komandorski Orderu Odrodzenia Polski (17 października 2001)[5]
- Złoty Krzyż Zasługi (15 lipca 1954)[6]
- Złota Odznaka honorowa „Za Zasługi dla Warszawy” (1979)[7]

## Nagrody i wyróżnienia[8]
- I nagroda na Ogólnopolskim Konkursie im. Bacha w Poznaniu (1950)
- III nagroda na Międzynarodowym Konkursie w Berlinie (1951)[9]
- I nagroda na Międzynarodowym Konkursie Wokalnym w Pradze (1954)
- Nagroda Państwowa II stopnia z okazji 20-lecia Polski Ludowej (22 lipca 1964)[10]
- Nagroda Ministra Kultury i Sztuki I stopnia (1975)
- Doroczna Nagroda Związku Kompozytorów Polskich (1978)
- Nagroda indywidualna Trybuny Ludu za wkład w upowszechnianie muzyki w szerokich kręgach społeczeństwa i za aktywną działalność społeczną w Warszawskim Towarzystwie Muzycznym (1978)[11]
- wyróżnienie Fundacji im. Karola Szymanowskiego (1998)[12]
- Platynowa Płyta za wykonanie III symfonii Henryka Mikołaja Góreckiego (1999)[12]
- tytuł Honorowego Obywatela Jasła (1999)[13]
- tytuł Honorowego Obywatela Kętrzyna (2000)[14]

## Upamiętnienie
- Stefania Woytowicz i Stanisław Rudnicki zostali upamiętnieni tablicą na fasadzie budynku przy przy alei Przyjaciół 3 w Warszawie, gdzie zamieszkiwali od 1958 do 2005[15].
- W 2007 powstała Fundacja im. Stefanii Woytowicz[16].